# Condado de Page (Virginia)
El condado de Page (en inglés: Page County), fundado en 1831, es uno de 95 condados del estado estadounidense de Virginia. En el año 2000, el condado tenía una población de 23,177 habitantes y una densidad poblacional de 29 personas por km². La sede del condado es Luray.

## Geografía
Según la Oficina del Censo, el condado tiene un área total de 813 km² (313,9 mi²), de la cual 805 km² (310,8 mi²) es tierra y 8 km² (3,1 mi²) (0.95%) es agua.

### Condados adyacentes y ciudades independientes
- Condado de Shenandoah (noroeste)
- Condado de Warren (norte)
- Condado de Rappahannock (este)
- Condado de Madison (sureste)
- Condado de Greene (sureste)
- Condado de Rockingham (sur)

## Demografía
Según la Oficina del Censo en 2000, los ingresos medios por hogar en el condado eran de $33,359, y los ingresos medios por familia eran $39,005. Los hombres tenían unos ingresos medios de $27,199 frente a los $19,821 para las mujeres. La renta per cápita para el condado era de $16,321. Alrededor del 12.50% de la población estaban por debajo del umbral de pobreza.

## Localidades
- Luray
- Shenandoah
- Stanley

### Comunidades no incorporadas
| - Alma - Battle Creek - Blainesville - Cavetown - Comertown - Compton | - Fleeburg - Furnace - Honeyville - Ida - Ingham - Leaksville | - Marksville - Newport - Overall - Rileyville - Stony Man - Grove Hill |